# Graneros (kommun)
Graneros är en kommun i Chile.   Den ligger i provinsen Provincia de Cachapoal och regionen Región de O'Higgins, i den södra delen av landet, 70 km söder om huvudstaden Santiago de Chile.
Trakten runt Graneros består till största delen av jordbruksmark. Runt Graneros är det glesbefolkat, med 11 invånare per kvadratkilometer.